# Arenaprinzip
Der Begriff Arenaprinzip stammt aus dem Bereich des Visual Merchandising und der Layoutplanung im Einzelhandel.
Es besagt, dass die Warenträger, die sich am Hauptgang eines Shops oder Ladengeschäftes befinden, grundsätzlich niedriger sein sollen, als die nachfolgenden Warenträger, die vor den Rückwänden stehen. Wird das Arena-Prinzip eingehalten, kann der Kunde auf dem Hauptkundenweg die Sortimente auf den jeweiligen Warenträgern bis in die Rückwände hinein wahrnehmen. Das Arenaprinzip unterstützt somit die Orientierung am Verkaufsort. Dabei ist die Höhe der Warenträger grob festgehalten und folgt der durchschnittlichen Körpergröße von Männern und Frauen am jeweiligen Standort.
Als allgemeine Faustformel für den europäischen Raum gilt:
- Höhe der Warenträger direkt am Hauptkundenweg: 1,00 bis 1,20 Meter
- Höhe der Warenträger im mittleren Bereich: 1,40 bis 1,60 Meter
- Rückwandwarenträger: bis 2,60 Meter Höhe

## Quelle
- Ludwig Berekoven: Erfolgreiches Einzelhandelsmarketing : Grundlagen und Entscheidungshilfen, Beck, München, 1995, ISBN 3-406-38219-3